# 보스턴 아동병원

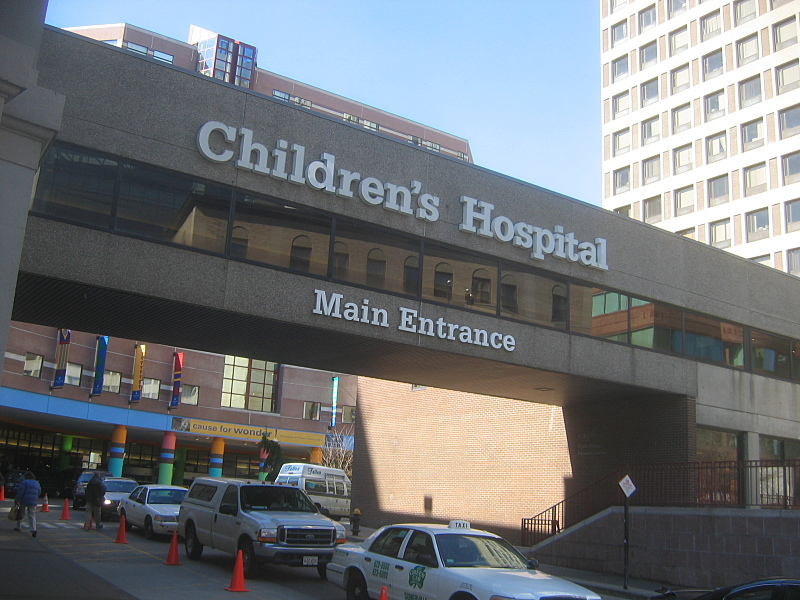

보스턴 아동병원(Boston Children's Hospital, 이전 명칭: 2013년까지 Children's Hospital Boston)은 하버드 대학교 의학전문대학원의 주요 소아과 훈련 및 연구 병원이다. 이 병원은 매사추세츠 주 보스턴에 있는 하버드 롱우드 의료 및 학술 지역(Harvard Longwood Medical and Academic Area)의 중심에 위치한 전국적으로 순위가 높은 독립 급성 치료 아동 병원이다. 이 병원은 세계 최대 규모의 소아 연구 기업의 본거지이며 국립보건원 (미국)(National Institutes of Health)의 소아 연구 자금 지원을 받는 주요 수혜자이다. 이는 매사추세츠주, 미국 및 전 세계에 걸쳐 0~21세의 유아, 어린이, 청소년 및 청소년에게 포괄적인 소아과 전문 분야 및 하위 전문 분야를 제공한다. 병원에서는 때때로 소아과 진료가 필요한 성인을 치료하기도 한다. 이 병원은 브리검 여성병원(Brigham and Women's Hospital)의 옥상 헬리콥터 이착륙장을 사용하고 있으며 보스턴에 있는 세 곳 중 하나인 ACS 인증 레벨 I 소아 외상 센터이다. 이 병원에는 지역 소아 집중 치료실과 미국 소아과 학회에서 인증한 레벨 IV 신생아 집중치료실이 있다. 보스턴 아동병원은 U.S. 뉴스 & 월드 리포트가 선정한 최고의 소아과 의료센터로 다른 병원보다 여러 번 선정되었으며, 현재 미국 최고의 아동병원으로 선정되었다. 연구 기업은 세계에서 가장 크고 가장 높은 자금을 지원받는 소아 병원이다. 2022회계연도에는 미국 내 다른 어떤 아동병원보다 국립보건원 (미국)으로부터 더 많은 자금을 지원 받았다.